# Kelly Jonker
Kelly Jonker (Amstelveen, 23 mei 1990) is Nederlands hockeyspeelster. Ze speelt in de voorhoede. Jonker speelde tussen 2008 en 2019 in totaal 168 officiële interlands (68 doelpunten) voor de Nederlandse vrouwenploeg.
Jonker debuteerde op 7 april 2008 voor Oranje in een interland met Europees Kampioen Duitsland (4-2) te Helmond. Dit duel sierde zij op met een openingsdoelpunt, binnen tien minuten na haar entree. Bondscoach Marc Lammers voegde Jonker op 30 januari 2008 aan het Nederlands team. Ze behoorde vanaf dan tot de voorlopige Oranje-selectie voor de Olympische Spelen van Peking. Uiteindelijk ging ze naar Peking mee als reserve, en zag vanaf de tribune haar ploeggenoten goud winnen. Voor de Spelen van 2012 in Londen haalde Kelly de selectie wel en maakte deel uit van de gouden ploeg.
Tijdens de Olympische Zomerspelen van 2016 reikte Jonker met het Nederlands hockeyteam tot de finale. Groot-Brittannië was hierin de tegenstander. Nadat de wedstrijd op 3-3 was blijven steken in de reguliere speeltijd bleek Groot-Brittannië een maatje te groot in de shoot-out-serie (0-2).
De technisch begaafde Jonker kan zowel in de aanval als op het middenveld uit de voeten. In Oranje staat ze spits. Zij begon haar hockeycarrière bij Myra in Amstelveen. Een overstap naar Amsterdamsche Hockey & Bandy Club volgde, waar zij sinds 2006 deel uitmaakt van de eerste selectie.

## Palmares

### Olympische spelen
- 2012:  Londen
- 2016:  Rio de Janeiro

### WK
- 2010:  Rosario
- 2014:  Den Haag
- 2018:  Londen

### Champions Trophy
- 2010:  Nottingham
- 2016:  Londen

### Vierlandentoernooi
- 2008:  Rotterdam
- 2010:  Nederland
- 2018:  Breda

Marilyn Agliotti · 
Naomi van As · 
Merel de Blaey · 
Carlien Dirkse van den Heuvel · 
Margot van Geffen · 
Maartje Goderie · 
Eva de Goede · 
Ellen Hoog · 
Kelly Jonker · 
Kim Lammers · 
Caia van Maasakker · 
Kitty van Male · 
Maartje Paumen · 
Sophie Polkamp · 
Joyce Sombroek · 
Lidewij Welten ·
Coach: Max Caldas
Naomi van As · 
Willemijn Bos · 
Carlien Dirkse van den Heuvel · 
Margot van Geffen · 
Eva de Goede · 
Ellen Hoog · 
Kelly Jonker · 
Marloes Keetels · 
Laurien Leurink · 
Caia van Maasakker · 
Kitty van Male · 
Maartje Paumen · 
Joyce Sombroek · 
Maria Verschoor · 
Xan de Waard · 
Lidewij Welten ·
Coach: Alyson Annan